# Hartmut Schelter
Hartmut Schelter (ur. 22 maja 1943 w Żytawie) – niemiecki lekkoatleta, sprinter. W czasie swojej kariery reprezentował Niemiecką Republikę Demokratyczną.

## Kariera sportowa
Odpadł w półfinale biegu na 100 metrów na igrzyskach olimpijskich w 1968 w Meksyku, a sztafeta NRD 4 × 100 metrów w składzie: Heinz Erbstößer, Schelte], Peter Haase i Harald Eggers zajęła w finale 5. miejsce. Dwukrotnie poprawiała wówczas rekord Europy na tym dystansie (czasami 38,9 s i 38,7 s), lecz w finale utraciła go na rzecz sztafety z Francji.
W 1968 był mistrzem NRD w biegu na 100 metrów (razem z Heinzem Erbstößerem), w biegu na 200 metrów i w sztafecie 4 × 100 metrów. W tej ostatniej konkurencji był również brązowym medalistą w 1966.
9 sierpnia 1968 w Erfurcie ustanowił (razem z Erbstößerem) rekord NRD w biegu na 100 metrów czasem 10,1 s. Czterokrotnie poprawiał rekord NRD w sztafecie 4 × 100 metrów do wyniku 38,66 s (19 października 1968 w Meksyku).